# Sarsden
Sarsden – wieś w Anglii, w hrabstwie Oxfordshire, w dystrykcie West Oxfordshire. Leży 29 km na północny zachód od Oksfordu i 110 km na północny zachód od Londynu. W 2001 miejscowość liczyła 83 mieszkańców.